# Departamento de Quetzaltenango
Quetzaltenango, oficialmente el Departamento de Quetzaltenango, es uno de los veintidós departamentos que conforman la República de Guatemala, su cabecera es Quetzaltenango. Limita al norte con Huehuetenango, al sur con Retalhuleu, al este con Sololá y Totonicapán y al oeste con San Marcos. El departamento de Quetzaltenango tiene 1.953 km², equivalentes al 1,8% del territorio nacional. A nivel departamental el 60,57% de la población es indígena, porcentaje superior al observado a nivel nacional (41,9%); predomina el grupo étnico k'iche' y mam. Se habla español, idioma oficial, pero también se habla k'iche' y mam. Las ciudades de Quetzaltenango y Salcajá se ubican dentro de las 20 ciudades más importantes de Guatemala.

## Historia

### Época independiente
El Estado de Guatemala fue definido de la siguiente forma por la Asamblea Constituyente de dicho estado que emitió la constitución del mismo el 11 de octubre de 1825: «el estado conservará la denominación de Estado de Guatemala y lo forman los pueblos de Guatemala, reunidos en un solo cuerpo.  El estado de Guatemala es soberano, independiente y libre en su gobierno y administración interior.»
Quezaltenango/Soconusco fue uno de los departamentos originales del Estado de Guatemala fundado en 1825; su cabecera era el municipio de Quezaltenango y tenía los municipios de Ostuncalco, San Marcos, Tejutla y Soconusco.
La constitución del Estado de Guatemala promulgada el 11 de octubre de 1825 —y no el 11 de abril de 1836, como numerosos historiadores han reportado incorrectamente — creó los distritos y sus circuitos correspondientes para la administración de justicia según el Código de Lívingston traducido al español por José Francisco Barrundia y Cepeda; el departamento de Quezaltenango/Soconusco tenía los siguientes distritos:
| N.º | Circuito      | Poblados |
| --- | ------------- | --- |
| 1   | Quezaltenango | Quezaltenango, Santa María de Jesús, San Mateo, Olintepeque, Cantel, Almolonga y Zunil |
| 2   | Ostuncalco    | Ostuncalco, San Martín, Chiquirichapa, Sigüilá, Cajolá y Cabricán |
| 3   | Mazatenango   | - Mazatenango - San Lorenzo - San Gabriel - Santo Domingo - Retalhuleu - San Antonio Suchitepéquez - San Bernardino - Sapotitlán - Santo Tomás                                                            |
| 4   | Del Barrio    | - San Marcos - San Pedro - San Antonio - Maclén - San Cristóbal Cucho - Izlamá - Coatepeque - San Lorenzo - Tejutla - Tajumulco - Santa Lucía Malacatán - San Miguel Ixtahuacán - Zipacapa - Comitancillo |

### El efímero Estado de Los Altos

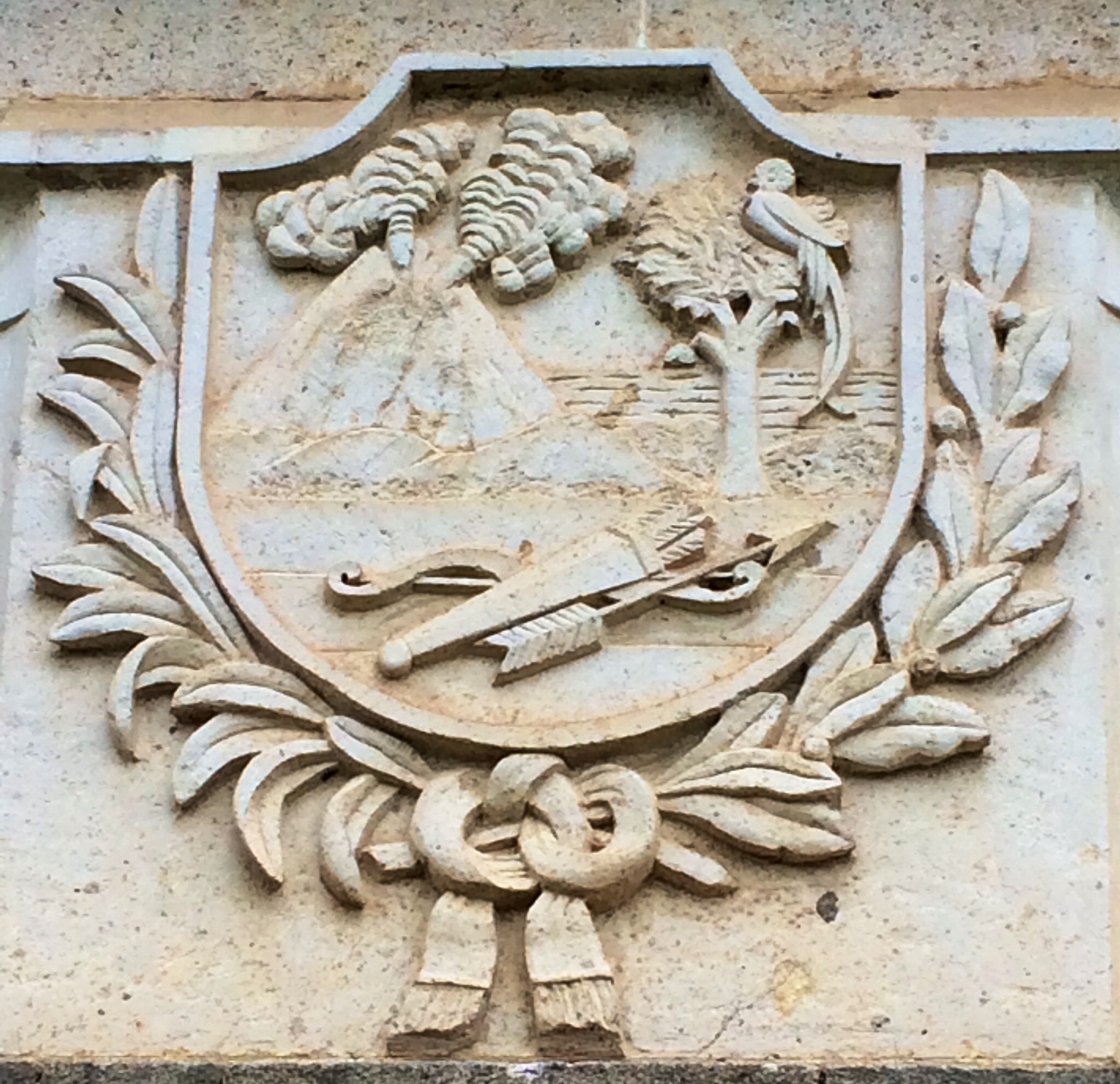
Escudo del Estado de los Altos

El área de Quetzaltenango fue parte de la región que formó el efímero Estado de Los Altos y que el 12 de septiembre de 1839 forzó a que el Estado de Guatemala se reorganizara en siete departamentos y dos distritos independientes: 
- Departamentos: Chimaltenango, Chiquimula, Escuintla, Guatemala, Mita, Sacatepéquez, y Verapaz
- Distritos: Izabal y Petén[8]

La región occidental de la actual Guatemala había mostrado intenciones de obtener mayor autonomía con respecto a las autoridades de la ciudad de Guatemala desde la época colonial, pues los criollos de la localidad consideraban que los criollos capitalinos que tenían el monopolio comercial con España no les daban un trato justo. Así, su representante en las Cortes de Cádiz solicitó la creación de una intendencia en Los Altos, gobernada por autoridades propias. El advenimiento de la independencia de América Central de alguna manera canceló esta posibilidad, pero el separatismo de los altenses perduró. Tras la disolución del Primer Imperio Mexicano y la consecuente separación de las Provincias Unidas del Centro de América, Los Altos continuó buscando su separación de Guatemala. Hubo dos condiciones que fueron favorables a las pretensiones de la élite criolla altense: la creación de un marco legal en la constitución centroamericana para la formación de nuevos estados dentro del territorio de la república y la llegada al gobierno de los federalistas liberales, encabezados por Francisco Morazán. El área de Los Altos, que incluía a Totonicapán estaba poblada mayoritariamente por indígenas, quienes habían mantenido sus tradiciones ancestrales y sus tierras en el frío altiplano del oeste guatemalteco. Durante toda la época colonial habían existido revueltas en contra del gobierno español. Luego de la independencia, los mestizos y criollos locales favorecieron al partido liberal, en tanto que la mayoría indígena era partidaria de la Iglesia Católica y, por ende, conservadora.
Las revueltas indígenas en el Estado de Los Altos fueron constantes y alcanzaron su punto crítico el 1.º de octubre de 1839, en Santa Catarina Ixtahuacán, Sololá, cuando tropas altenses reprimieron una sublevación y mataron a cuarenta vecinos. Encolerizados, los indígenas acudieron al caudillo conservador Rafael Carrera, en busca de protección. Por otra parte, en octubre de 1839 la tensión comercial entre Guatemala y Los Altos dio paso a movimientos militares; hubo rumores de que el general Agustín Guzmán -militar mexicano que estaba al mando de las Fuerzas Armadas de Los Altos- estaba organizando un ejército en Sololá con la intención de invadir Guatemala, lo que puso en máxima alerta.
Tras algunas escaramuzas, los ejércitos se enfrentaron en Sololá el 25 de enero de 1840; Carrera venció a las fuerzas del general Agustín Guzmán e incluso lo apresó mientras que el general Doroteo Monterrosa venció a las fuerzas altenses del coronel Antonio Corzo el 28 de enero.  El gobierno quetzalteco colapsó entonces, pues aparte de las derrotas militares, los poblados indígenas -incluyendo a los de Totonicapán- abrazaron la causa conservadora de inmediato; al entrar a Quetzaltenango al frente de dos mil hombres, Carrera fue recibido por una gran multitud que lo saludaba como su «libertador».
Carrera impuso un régimen duro y hostil para los liberales altenses, pero bondadoso para los indígenas de la región —derogando el impuesto personal— y para los eclesiásticos restituyendo los privilegios de la religión católica; llamando a todos los miembros del cabildo criollo les dijo tajantemente que se portaba bondadoso con ellos por ser la primera vez que lo desafiaban, pero que no tendría piedad si había una segunda vez. El general Guzmán, y el jefe del Estado de Los Altos, Marcelo Molina, fueron enviados a la capital de Guatemala, en donde fueron exhibidos como trofeos de guerra durante un destile triunfal el 17 de febrero de 1840; en el caso de Guzmán, engrilletado, con heridas sangrantes, y montado en una mula. El 26 de febrero de 1840 el gobierno de Guatemala colocó a Los Altos bajo su autoridad y el 13 de agosto de nombró al corregidor de la región, el cual servía también como comandante general del ejército y superintendente.
El departamento de Quetzaltenango fue creado por decreto de la Asamblea Nacional Constituyente el 16 de septiembre de 1845.

## Geografía
La población total del departamento de Quetzaltenango, censada en 2014 fue de 826143 habitantes,  que equivale a un 6,0 % del total nacional. Para el período 1981-1994 la tasa de crecimiento anual fue de 1,8, inferior al promedio nacional que llegó a 2,5%. La composición de la población es de un 40% a nivel urbana y 60% a nivel rural.
Actualmente la capital de Quetzaltenango se constituye en un lugar estratégico para el comercio y los servicios, así como para la industria textil y licorera a nivel nacional. Otro sector que ha tenido un repunte interesante en la ciudad es el sector de la construcción, ya que ha proliferado la industria de servicios para la construcción, debido al incremento de centros comerciales, colonias y condominios. Debe mencionarse que su cabecera es un centro de servicios educativos, especialmente universitarios.
Otro de los municipios de Quetzaltenango con gran pujanza económica y cultural es Coatepeque. Su nombre tiene origen Náhuatl y se deriva de las palabras «Coatl» que significa culebra y «Tepeo» que quiere decir cerro o lugar. Es el municipio más grande del departamento, atendiendo a su aspecto geográfico. Allí se encuentran más de 30 sitios arqueológicos, entre los cuales destaca uno que se conoce como La Felicidad. Coatepeque cuenta con atractivos balnearios y ríos. 
Dentro de sus cultivos destacan: café, maíz, fruta, palma africana, ajonjolí, arroz y hule. Es una zona ganadera, industrial y de gran actividad comercial.
El departamento se caracteriza por tener atractivos turísticos como: cerro del Baúl, cerro Siete Orejas, Cerro Quemado, los baños de Almolonga Cirilo Flores, las Delicias, las Fuentes Georginas, la Laguna de Chicabal y otras, lo que ha determinado que el número de turistas haya aumentado en los últimos años. Así como el 15 de septiembre, donde se conmemora la independencia Centro Americana con una serie de actividades a lo largo .

## Religión
| Religión en San Quetzaltenango (2018) | Religión en San Quetzaltenango (2018) | Religión en San Quetzaltenango (2018) | Religión en San Quetzaltenango (2018) | Religión en San Quetzaltenango (2018) |
| ------------------------------------- | ------------------------------------- | ------------------------------------- | ------------------------------------- | ------------------------------------- |
| Religión                              | Religión                              |                                       | Porcentaje                            | Porcentaje                            |
| Católicos                             | Católicos                             |                                       | 48 %                                  | 48 %                                  |
| Protestantes y Evangélicos            | Protestantes y Evangélicos            |                                       | 43 %                                  | 43 %                                  |
| Sin Religión                          | Sin Religión                          |                                       | 4 %                                   | 4 %                                   |
| Otras religiones                      | Otras religiones                      |                                       | 4 %                                   | 4 %                                   |
| NR                                    | NR                                    |                                       | 1 %                                   | 1 %                                   |

La religión en Quetzaltenango hay 2 religiones que se practican mucho entre ellas están el Catolicismo y el Protestantismo. El Catolicismo representa el 48% de la población y el protestantismo representa el 43% dividido en muchas denominaciones, Mientras que el 4% de la población no pertenece a ninguna religión el 4% pertenecen a otras religiones y el 1% no dio respuesta

## Economía
Hay una gran variedad de restaurantes, centros comerciales, plazas, hoteles y tiendas. Dentro de sus cultivos destacan: café, maíz, fruta, palma africana, ajonjolí, arroz y hule. Es una zona ganadera, industrial y de gran actividad comercial. 
En el departamento de Quetzaltenango (del 100% de su población) tiene un 56% en pobreza o un 16.7% en pobreza extrema según datos del PNUD 2014. 

## Demografía
A continucación se presenta una lista de datos demográficos recolectados en base al censo del 2018, en donde se destacan tres pilares, como lo son la Población, Vivienda y Educación del Departamento de Quetzaltenango.
 Quetzaltenango cuenta con un total de 799,000 habitantes registrados según los datos del Censo 2018 y para el 2024 se estima un poco más de 900,000 personas en el departamento.
Véanse también: Departamentos de Guatemala
| Gráfica de evolución demográfica de Departamento de Quetzaltenango entre 1880 y 2024                       |
| |
| Población de los censos y conteos del Instituto Nacional de Estadística de Guatemala (INE) de 1880 a 2024. |

| Datos Demográficos según el Censo 2018 | Datos Demográficos según el Censo 2018 | Datos Demográficos según el Censo 2018 |
| Quetzaltenango                         | Quetzaltenango                         | Quetzaltenango                         |
| POBLACIÓN                              | POBLACIÓN                              | POBLACIÓN                              |
| Población Total                        | 330,469                                | 330,469                                |
| -------------------------------------- | -------------------------------------- | -------------------------------------- |
| Hombres                                | 377,782                                | 47.28%                                 |
| Mujeres                                | 421,319                                | 52.72%                                 |
| Población por Grupos de Edad           |                                        |                                        |
| 0-14 años                              | 250,233                                | 31.31%                                 |
| 15-64 años                             | 498,757                                | 62.41%                                 |
| 65 y más años                          | 50,111                                 | 6.27%                                  |
| Población por Área                     |                                        |                                        |
| Urbano                                 | 491,834                                | 61.55%                                 |
| Rural                                  | 307,267                                | 38.45%                                 |
| Población por Pueblos                  |                                        |                                        |
| Maya                                   | 406,491                                | 50.87%                                 |
| Ladino                                 | 388,850                                | 48.66%                                 |
| Extranjero                             | 1,682                                  | 0.21%                                  |
| Afrodescendiente                       | 1,197                                  | 0.15%                                  |
| Garífuna                               | 675                                    | 0.08%                                  |
| Xinka                                  | 206                                    | 0.03%                                  |
| VIVIENDA                               |                                        |                                        |
| Edad Promedio                          | 27.50                                  | 27.50                                  |
| Total Viviendas                        | 213,979                                | 213,979                                |
| Promedio Personas                      | 4.57                                   | 4.57                                   |
| EDUCACIÓN                              |                                        |                                        |
| Promedio de Escolaridad                | 6.67 años                              | 6.67 años                              |
| Ninguno                                | 95,956                                 | 14%                                    |
| Pre Primaria                           | 14,253                                 | 2%                                     |
| Primaria                               | 310,244                                | 46%                                    |
| Media                                  | 206,658                                | 30%                                    |
| Superior                               | 53,447                                 | 7%                                     |
| Alfabetismo                            | 83.57%                                 | 83.57%                                 |

## División política
El departamento está dividido en 24 municipios:
| 1. Almolonga 2. Cabricán 3. Cajolá 4. Cantel 5. Coatepeque 6. Colomba 7. Concepción Chiquirichapa 8. El Palmar 9. Flores Costa Cuca 10. Génova 11. Huitán 12. La Esperanza 13. Olintepeque 14. Palestina de Los Altos 15. Quetzaltenango 16. Salcajá 17. San Carlos Sija 18. San Juan Ostuncalco 19. San Francisco La Unión 20. San Martín Sacatepéquez 21. San Mateo 22. San Miguel Sigüilá 23. Sibilia 24. Zunil |

#### Municipios según Población
| Población por municipio del Departamento de Quetzaltenango | Población por municipio del Departamento de Quetzaltenango | Población por municipio del Departamento de Quetzaltenango | Población por municipio del Departamento de Quetzaltenango | Población por municipio del Departamento de Quetzaltenango | Población por municipio del Departamento de Quetzaltenango |
| N.                                                         | Municipio                                                  | Estimación                                                 | Censo                                                      | Censo                                                      | Crecimiento                                                |
| N.                                                         | Municipio                                                  | 2024                                                       | 2018                                                       | 2002                                                       | Δ (2002-2018)                                              |
| ---------------------------------------------------------- | ---------------------------------------------------------- | ---------------------------------------------------------- | ---------------------------------------------------------- | ---------------------------------------------------------- | ---------------------------------------------------------- |
| 1                                                          | Quetzaltenango ✪                                           | 211 118                                                    | 180 706                                                    | 127 569                                                    | ▲ 34,5%                                                    |
| 2                                                          | Coatepeque                                                 | 123 894                                                    | 105 415                                                    | 94 186                                                     | ▲ 11,2%                                                    |
| 3                                                          | San Juan Ostuncalco                                        | 62 282                                                     | 51 828                                                     | 41 150                                                     | ▲ 23,0%                                                    |
| 4                                                          | Colomba Costa Cuca                                         | 57 743                                                     | 47 544                                                     | 38 746                                                     | ▲ 20,4%                                                    |
| 5                                                          | Cantel                                                     | 48 751                                                     | 42 142                                                     | 30 888                                                     | ▲ 30,8%                                                    |
| 6                                                          | Génova                                                     | 47 403                                                     | 37 497                                                     | 30 531                                                     | ▲ 20,5%                                                    |
| 7                                                          | Olíntepeque                                                | 40 493                                                     | 35 060                                                     | 22 544                                                     | ▲ 43,4%                                                    |
| 8                                                          | San Carlos Sija                                            | 37 097                                                     | 30 224                                                     | 28 389                                                     | ▲ 6,3%                                                     |
| 9                                                          | San Martín Sacatepéquez                                    | 34 847                                                     | 29 373                                                     | 20 712                                                     | ▲ 34,6%                                                    |
| 10                                                         | El Palmar                                                  | 32 419                                                     | 29 132                                                     | 22 917                                                     | ▲ 23,9%                                                    |
| 11                                                         | Cabricán                                                   | 28 910                                                     | 23 033                                                     | 19 281                                                     | ▲ 17,7%                                                    |
| 12                                                         | La Esperanza                                               | 25 657                                                     | 22 166                                                     | 14 497                                                     | ▲ 41,8%                                                    |
| 13                                                         | Flores Costa Cuca                                          | 25 929                                                     | 21 630                                                     | 19 405                                                     | ▲ 10,8%                                                    |
| 14                                                         | Salcajá                                                    | 22 244                                                     | 19 434                                                     | 14 829                                                     | ▲ 26,9%                                                    |
| 15                                                         | Concepción Chiquirichapa                                   | 21 573                                                     | 17 432                                                     | 15 912                                                     | ▲ 9,1%                                                     |
| 16                                                         | Palestina de Los Altos                                     | 21 169                                                     | 16 205                                                     | 11 682                                                     | ▲ 32,4%                                                    |
| 17                                                         | Almolonga                                                  | 17 918                                                     | 15 724                                                     | 13 880                                                     | ▲ 12,6%                                                    |
| 18                                                         | Cajolá                                                     | 19 757                                                     | 14 948                                                     | 9 868                                                      | ▲ 40,9%                                                    |
| 19                                                         | Zunil                                                      | 16 344                                                     | 14 118                                                     | 11 274                                                     | ▲ 22,4%                                                    |
| 20                                                         | Huitán                                                     | 15 175                                                     | 13 450                                                     | 9 769                                                      | ▲ 31,7%                                                    |
| 21                                                         | Sibilia                                                    | 9 367                                                      | 8 407                                                      | 7 796                                                      | ▲ 7,5%                                                     |
| 22                                                         | San Francisco La Unión                                     | 9 953                                                      | 7 939                                                      | 7 403                                                      | ▲ 7,0%                                                     |
| 23                                                         | San Mateo                                                  | 9 209                                                      | 7 895                                                      | 4 982                                                      | ▲ 45,2%                                                    |
| 24                                                         | San Miguel Sigüilá                                         | 10 119                                                     | 7 889                                                      | 6 506                                                      | ▲ 19,2%                                                    |
| -                                                          | Quetzaltenango                                             | 949 371                                                    | 799 101                                                    | 624 716                                                    | ▲ 24,49%                                                   |

|  | 100 % |

|  | 0 % |

|  | 35 % |

|  | 65 % |

|  | 40 % |

|  | 60 % |

|  | 60 % |

|  | 40 % |

|  | 85 % |

|  | 15 % |

|  | 13 % |

|  | 87 % |

|  | 90 % |

|  | 10 % |

|  | 16 % |

|  | 84 % |

|  | 15 % |

|  | 85 % |

|  | 66 % |

|  | 34 % |

|  | 30 % |

|  | 70 % |

|  | 89 % |

|  | 11 % |

|  | 42 % |

|  | 58 % |

|  | 88 % |

|  | 12 % |

|  | 57 % |

|  | 43 % |

|  | 16 % |

|  | 88 % |

|  | 78 % |

|  | 22 % |

|  | 100 % |

|  | 0 % |

|  | 76 % |

|  | 24 % |

|  | 35 % |

|  | 65 % |

|  | 10 % |

|  | 90 % |

|  | 42 % |

|  | 58 % |

|  | 98 % |

|  | 2 % |

|  | 59 % |

|  | 41 % |

|  | 62 % |

|  | 38 % |

## Desarrollo
Véase también: Anexo:Departamentos de Guatemala por IDH
El informe de desarrollo humano publicado en 2022 por el PNUD Guatemala, La celeridad del cambio, una mirada territorial del desarrollo humano 2002–2019, donde se observó el cambio y el avance que ha habido en el país entre 2002 y 2018, en materia de salud, educación y vivienda.

### IDH Departamental
Quetzaltenango posee un IDH de 0,676 considerado como desarrollo humano Medio, se encuentra detrás de los departamentos de Guatemala y Sacatepéquez que poseen desarrollo alto y de El Progreso. El IDH del departamento es mucho más elevado al idh que se promedia entre sus municipios. Debido a que sus municipios más poblados como Quetzaltenango y Coatepeque tienen un IDH superior al promedio departamental , lo que aumenta el IDH departamental. En el año 2002, el departamento tenía 0,578 , lo que significa un aumento de 15,6%, un promedio de seis puntos porcentuales en dieciséis años.
|  | 0,676 |

|  | 0,578 |

|  | 0,653 |

|  | 0,542 |

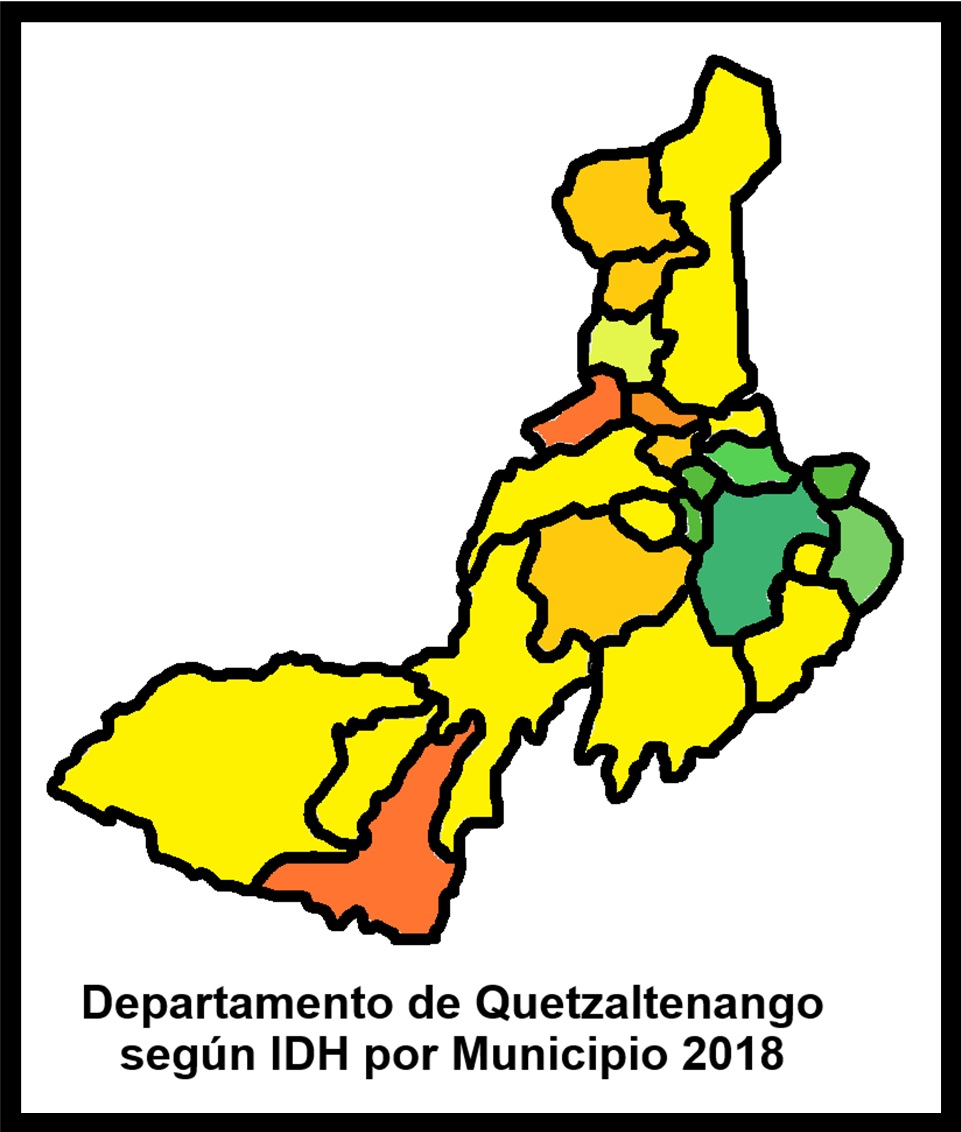
Índice de Desarrollo Humano por municipio del Departamento de Quetzaltenango según datos del censo de 2018

Los municipios más desarrollados del departamentos son: Quetzaltenango , su ciudad, con un IDH de 0,768 , siendo considerado como uno de los municipios más avanzados del país, seguido se encuentra La Esperanza con un IDH de 0,746 , Salcajá con 0,744 y San Mateo con 0,736 , se integran entre los más desarrollados. La principal circunstancia del desarrollo de estos municipios es el desarrollo del área metropolitana de Los Altos, en su composición entre su ciudad y municipios conurbados. Por otro lado, los que ocupan los últimos escalafones en el departamento son Palestina de Los Altos con 0,570 , Génova con 0,571 y Cajolá con 0,580 , estos municipios carecen de oportunidad de desarrollo y han sido gravemente afectados en los niveles de escolaridad .  
| N.             | Municipio                | IDH 2018 | IDH 2002 |
| Quetzaltenango | Quetzaltenango           | 0,676    | 0,578    |
| IDH Alto       | IDH Alto                 | IDH Alto | IDH Alto |
| -------------- | ------------------------ | -------- | -------- |
| 1              | Quetzaltenango ✪         | 0,768    | 0,717    |
| 2              | La Esperanza             | 0,746    | 0,665    |
| 3              | Salcajá                  | 0,744    | 0,673    |
| 4              | San Mateo                | 0,736    | 0,638    |
| 5              | Olíntepeque              | 0,716    | 0,576    |
| 6              | Cantel                   | 0,700    | 0,603    |
| IDH Medio      |                          |          |          |
| 7              | Sibilia                  | 0,676    | 0,556    |
| 8              | Concepción Chiquirichapa | 0,664    | 0,534    |
| 9              | Coatepeque               | 0,656    | 0,575    |
| 10             | San Carlos Sija          | 0,653    | 0,551    |
| 11             | El Palmar                | 0,646    | 0,524    |
| 12             | San Juan Ostuncalco      | 0,641    | 0,523    |
| 13             | Flores Costa Cuca        | 0,640    | 0,519    |
| 14             | Zunil                    | 0,636    | 0,510    |
| 15             | Colomba Costa Cuca       | 0,633    | 0,547    |
| 16             | San Francisco La Unión   | 0,625    | 0,506    |
| 17             | Almolonga                | 0,623    | 0,513    |
| 18             | Cabricán                 | 0,618    | 0,512    |
| 19             | San Miguel Sigüilá       | 0,618    | 0,483    |
| 20             | Huitán                   | 0,607    | 0,489    |
| 21             | San Martín Sacatepéquez  | 0,605    | 0,477    |
| 22             | Cajolá                   | 0,580    | 0,412    |
| 23             | Génova                   | 0,576    | 0,455    |
| 24             | Palestina de Los Altos   | 0,571    | 0,457    |
| Promedio       | Promedio                 | 0,653    | 0,542    |

| N.                        | Municipio                 | IDH Según Indicadores | IDH Según Indicadores | IDH Según Indicadores |
| N.                        | Municipio                 | Salud                 | Educación             | Nivel de Vida         |
| ------------------------- | ------------------------- | --------------------- | --------------------- | --------------------- |
| 1                         | Quetzaltenango ✪          | 0,922                 | 0,667                 | 0,737                 |
| 2                         | La Esperanza              | 0,942                 | 0,628                 | 0,702                 |
| 3                         | Salcajá                   | 0,918                 | 0,634                 | 0,709                 |
| 4                         | San Mateo                 | 0,934                 | 0,613                 | 0,695                 |
| 5                         | Olíntepeque               | 0,904                 | 0,589                 | 0,688                 |
| 6                         | Cantel                    | 0,892                 | 0,580                 | 0,661                 |
| 7                         | Sibilia                   | 0,910                 | 0,537                 | 0,633                 |
| 8                         | Concepción Chiquirichapa  | 0,905                 | 0,528                 | 0,614                 |
| 9                         | Coatepeque                | 0,826                 | 0,518                 | 0,659                 |
| 10                        | San Carlos Sija           | 0,858                 | 0,537                 | 0,604                 |
| 11                        | El Palmar                 | 0,866                 | 0,505                 | 0,616                 |
| 12                        | San Juan Ostuncalco       | 0,876                 | 0,491                 | 0,612                 |
| 13                        | Flores Costa Cuca         | 0,845                 | 0,493                 | 0,630                 |
| 14                        | Zunil                     | 0,920                 | 0,444                 | 0,631                 |
| 15                        | Colomba Costa Cuca        | 0,833                 | 0,479                 | 0,635                 |
| 16                        | San Francisco La Unión    | 0,860                 | 0,487                 | 0,584                 |
| 17                        | Almolonga                 | 0,942                 | 0,421                 | 0,611                 |
| 18                        | Cabricán                  | 0,841                 | 0,488                 | 0,576                 |
| 19                        | San Miguel Sigüilá        | 0,885                 | 0,458                 | 0,582                 |
| 20                        | Huitán                    | 0,830                 | 0,475                 | 0,568                 |
| 21                        | San Martín Sacatepéquez   | 0,886                 | 0,425                 | 0,586                 |
| 22                        | Cajolá                    | 0,864                 | 0,396                 | 0,569                 |
| 23                        | Génova                    | 0,754                 | 0,430                 | 0,589                 |
| 24                        | Palestina de Los Altos    | 0,881                 | 0,369                 | 0,573                 |
| Quetzaltenango (Promedio) | Quetzaltenango (Promedio) | 0,878                 | 0,507                 | 0,627                 |

### Población que vive en el departamento según IDH
| N.             | Municipio                | IDH 2018 | Población | Según Desarrollo |
| -------------- | ------------------------ | -------- | --------- | ---------------- |
| 1              | Quetzaltenango ✪         | 0,768    | 180,706   | 307,402          |
| 2              | La Esperanza             | 0,746    | 22,166    | 307,402          |
| 3              | Salcajá                  | 0,744    | 19,434    | 307,402          |
| 4              | San Mateo                | 0,736    | 7,895     | 307,402          |
| 5              | Olíntepeque              | 0,716    | 35,060    | 307,402          |
| 6              | Cantel                   | 0,700    | 42,142    | 307,402          |
| 7              | Sibilia                  | 0,676    | 8,407     | 491,698          |
| 8              | Concepción Chiquirichapa | 0,664    | 17,342    | 491,698          |
| 9              | Coatepeque               | 0,656    | 105,415   | 491,698          |
| 10             | San Carlos Sija          | 0,653    | 30,224    | 491,698          |
| 11             | El Palmar                | 0,646    | 29,132    | 491,698          |
| 12             | San Juan Ostuncalco      | 0,641    | 51,828    | 491,698          |
| 13             | Flores Costa Cuca        | 0,640    | 21,630    | 491,698          |
| 14             | Zunil                    | 0,636    | 14,118    | 491,698          |
| 15             | Colomba Costa Cuca       | 0,633    | 47,544    | 491,698          |
| 16             | San Francisco La Unión   | 0,625    | 7,939     | 491,698          |
| 17             | Almolonga                | 0,623    | 15,724    | 491,698          |
| 18             | Cabricán                 | 0,618    | 23,033    | 491,698          |
| 19             | San Miguel Sigüilá       | 0,618    | 7,889     | 491,698          |
| 20             | Huitán                   | 0,607    | 13,450    | 491,698          |
| 21             | San Martín Sacatepéquez  | 0,605    | 29,373    | 491,698          |
| 22             | Cajolá                   | 0,580    | 14,948    | 491,698          |
| 23             | Génova                   | 0,576    | 37,497    | 491,698          |
| 24             | Palestina de Los Altos   | 0,571    | 16,205    | 491,698          |
| Quetzaltenango | Quetzaltenango           | 0,676    | 0,676     | 0,676            |

## Sitios arqueológicos
- Cerro Quiac
- Chojolom